# Bremer Last
Die Bremer Last war eine Messgröße, um die Transportkapazität von Schiffen zu bestimmen. Sie entstand aus dem frühhansischen Getreidemaß der Last, die ursprünglich die Menge an Getreide bezeichnete, die ein von vier Pferden gezogenes Fuhrwerk transportieren konnte.
Die Einteilung der Bremer Last war wie folgt:
1 Bremer Last = 4 Quarts = 40 Bremer Scheffel = 160 Viertel = 640 Spint
Da ein Bremer Scheffel 74,069 Liter maß, entsprach eine Bremer Last 2962,76 Liter.
Eine Preußische Last, zum Vergleich, enthielt 56,5 preußische Scheffel zu je 54,9615 Liter und entsprach somit 3105,325 Liter bzw. 1,048119 Bremer Lasten.